# (29750) Chleborad
(29750) Chleborad (1999 CA3) – planetoida z grupy pasa głównego asteroid okrążająca Słońce w ciągu 3,79 lat w średniej odległości 2,43 j.a. Odkryta 8 lutego 1999 roku.